# مقاطعة ده نو
مقاطعة ده نو هي تقسيم إداري في ولاية صرخنداريا في أوزبكستان، مقرها مدينة ده نو.